# Bultaco Montjuïc
|  | No s'ha de confondre amb Bultaco 24 Horas Montjuïc. |

La Bultaco Montjuïc (escrit sovint a l'època Bultaco Montjuich o Montjuic), fou un prototip de motocicleta de turisme que desenvolupà Bultaco durant la dècada de 1970. Durant anys, els enginyers de l'empresa treballaren amb diverses opcions de motocicleta de carretera de gran cilindrada, amb la idea de poder oferir un producte que superés el màxim exponent de la marca dins el sector del turisme esportiu, la Metralla 250. El 1975, per exemple, se'n pogué veure un prototip no de sèrie construït amb el xassís de la Metralla Mk2 i un motor de 360 cc i 5 velocitats. Alguns prototips més de la Montjuïc es varen arribar a presentar en successives edicions del Saló de l'Automòbil de Barcelona, a la vegada que la premsa recollia esbossos de versions diverses (algunes d'esportives, altres de més turístiques), però la gran inversió en nous mitjans que requeria aquella nova moto, en uns moments en què l'empresa començava a entrar en crisi, varen fer que el projecte fos finalment desestimat.
La Montjuïc, doncs, ha quedat en el record com a la gran esperança de Bultaco de cara al mercat de la carretera, malauradament abandonada per la manca de liquiditat de l'empresa. Durant la dècada de 1980, uns anys més tard de la fi d'aquest projecte, Bultaco en va aparcar un altre que hi tenia certa vinculació: la Metralla 370, amb carrosseria i aspecte de Metralla GTS (l'última versió de la gamma) i amb un motor derivat del de la Frontera 370, el prototip de la qual es va arribar a construir però tampoc mai no s'arribà a produir en sèrie.

## Història
Ja durant la dècada de 1960, Bultaco provà en competició prototips de curses amb motors de 360 cc. Al circuit de Montjuïc, en concret, diversos equips hi van competir a les 24 Hores de Montjuïc i dos d'ells hi assoliren la victòria: Salvador Cañellas-Carles Rocamora el 1969 i Joan Bordons-Min Grau el 1972. Cap al 1971, l'empresa havia decidit que aquest prototip de curses havia de servir per a crear una versió superior de la Metralla Mk2, l'esportiva de 250 cc que fins al moment era el "vaixell almirall" de la marca pel que fa a motos de carretera (la Metralla, amb 27 CV i una velocitat punta de 165 km/h, va ser una de les esportives més reeixides de finals dels 60).

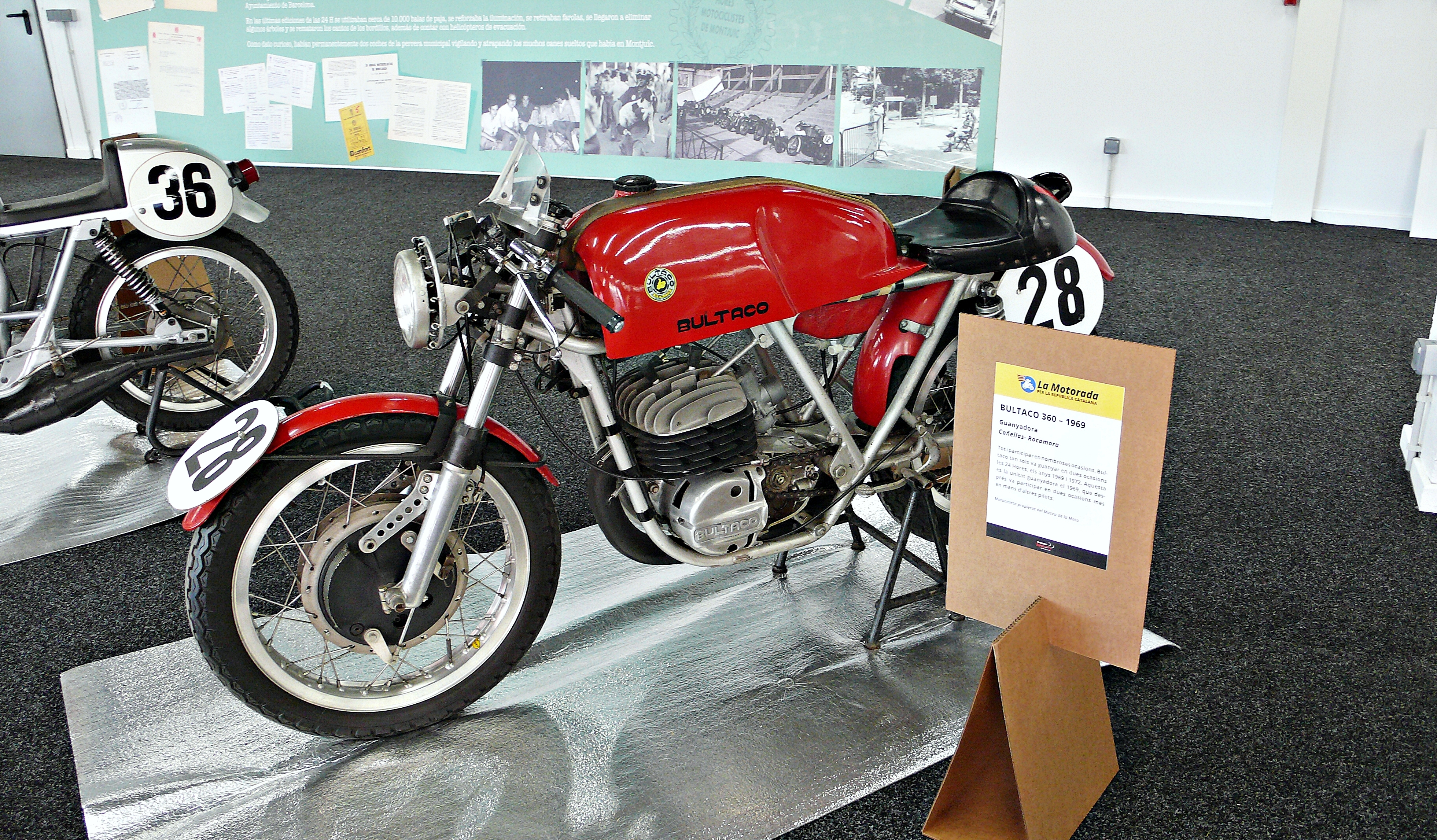
La Bultaco 360 que guanyà les 24 Hores de Montjuïc de 1969 (Cañellas-Rocamora)

De mica en mica es varen anar desenvolupant diferents prototips de la futura nova moto de carretera. En total se'n varen donar a conèixer dos: el primer duia un motor de 360 cc derivat del de la El Montadero (un model de trail que s'exportava en exclusiva als EUA) i el segon, un de prop de 400 cc amb engegada cap endavant, amb el qual Bultaco va experimentar també en les Pursang.

### Versions
La primera Montjuïc, desenvolupada entre 1974 i 1975, cubicava exactament 362,16 cc, tenia un canvi de 5 velocitats i lliurava 36 CV a 7.000 rpm, cosa que la permetia arribar als 170 km/h. En aquella època es publicà una imatge de Paco Bultó (l'amo de Bultaco) conduint aquell prototip, on es pot apreciar el gran logotip al dipòsit amb el nom "Montjuïc" i la placa de matrícula provisional sobre el far, on s'hi llegeix "1º Semestre 1974". El color de dipòsit i tapes del filtre era el verd metal·litzat.
La darrera versió, presentada el 1976, era vermella i duia un motor de 400 cc amb càrters petits i pedal d'engegada cap endavant, amb dos tubs d'escapament, un a cada costat, malgrat tractar-se d'un motor monocilíndric de dos temps. La velocitat màxima anunciada era de 175 km/h. Pel que fa a aquest nou motor, cal dir que ja el 1970 alguns mitjans especialitzats varen recollir el rumor d'un projecte de motor Bultaco de 500 cc. Aquest rumor es confirmà el 1971, quan s'anuncià que es tractava d'un bicliíndric en dues versions segons l'ús a què es destinés (admissió clàssica i rotativa). Malgrat que el projecte no s'acabà materialitzant, el 1972 sí que es va presentar un monocilíndric de 400 cc amb nous càrters, cilindre quadrat d'aletes àmplies, palanca d'engegada que actuava directament sobre el cigonyal, encesa FEMSA amb rotor interior i 45 CV de potència. Aquest motor seria, probablement, el que equipà la darrera versió del prototip de la Montjuïc